# Car Hui od Jina
Car Hui od Jina (259. – 8. siječnja 307.), osobnog imena Sima Zhong (kin. 司馬衷), kurtoaznog imena Zhengdu (kin. 正度), bio je drugi po redu kineski car iz dinastije Jin. 
Na prijestolje je došao kao sin osnivača dinastije cara Wua, iako je svima bilo poznato da je mentalno retardiran. Zbog toga su tijekom cijele vladavine državom u njegovo ime upravljali regenti, odnosno članovi njegove obitelji. Između njih su trajali stalni sukobi za vlast, pogotovo u slučaju Huijeve supruge carice Jia Nanfeng. Ti su sukobi eskalirali u nasilje, pa je godine 301. nakratko i samog Huija svrgnuo njegov prastric Sima Lun. Hui se vratio na prijestolje, ali je nestabilnost, koja se kasnije razvila u Rat osam prinčeva, ostala, te je Kina toliko oslabljena da su nomadi na njenim sjevernim granicama digli veliki ustanak Wu Hu koji se više nije mogao ugušiti. Godine 307. Hui je otrovan, za što je najvjerojatnije kriv regent Sima Yue.
Druga supruga mu je bila Carica Yang Xianrong. 